# Moskee van Rome
De Moskee van Rome ligt in het noordelijke deel van de Italiaanse hoofdstad Rome in de Rione di Parioli aan de Viale della Moschea. Het vormt de grootste moskee van Europa, met meer dan 30.000 m² grond en biedt plaats aan 12.000 gelovigen.

## Geschiedenis
De stad Rome schonk het land in 1974 aan de moslimgemeenschap, maar pas in 1984 werd begonnen met de bouw van de moskee op basis van plannen van de architecten Paolo Portoghesi, Vittorio Gigliotti en Sami Mousawi. Het werd opgericht door de Afghaanse prins Muhammad Hasan en zijn vrouw en gefinancierd door koning Faisal van Saoedi-Arabië. De inhuldiging van de plaats van aanbidding vond plaats op 21 juni 1995.
De moskee herbergt het Italiaans Islamitisch Cultureel Centrum.

## Architectuur
De minaret van de moskee is 43 meter hoog. Er is plaats voor 12.000 gelovigen.

## Lijst met imams
- 1983–1993: Muhammad Nur al-Din Isma'il
- 1993-2006: Mahmud Hammad Shwayta
- Sinds 2007: Ala' al-Din Muhammad Isma'il al-Ghobashi